# Салимов, Ермак Бидахметович
Ермак Бидахметович Салимов (каз. Ермак Бидахметұлы Сәлімов, род. 26 ноября 1957, Чердояк, Казахская ССР) — казахстанский государственный деятель, бывший аким города Семей.

## Биография
В 1981 году окончил Казахский политехнический институт по специальности горный инженер-маркшейдер, в 2001 году Казахскую государственную юридическую академию по специальности юрист..
Трудовую деятельность начал подземным горным мастером шахты Березовского рудника Иртышского полиметаллического комбината Глубоковского района ВКО.
С 1985 по 1987 годы работал заместителем главного инженера по технике безопасности, начальником подземного горного участка № 3 Иртышского рудника. С 1987 по 1989 годы — секретарь партийного бюро Иртышского рудника. С 1989 по 1994 годы — начальник подземного горного участка № 3 Иртышского рудника Иртышского полиметаллического комбината Глубоковского района ВКО.
- С 1994 по 1996 годы — первый заместитель главы Глубоковской администрации ВКО.
- С 1996 по 1997 годы — доверенный управляющий акционерного общества «Иртышский полиметаллический комбинат» Глубоковского района ВКО.
- С 1997 по 1999 годы — заместитель акима Глубоковского района ВКО.
- С 1999 по 2000 годы — конкурсный управляющий ТОО «Иртышский медеплавильный завод», ТОО «Иртышский горно-обогатительный комбинат» Глубоковского района ВКО.
- С 2001 по 2008 годы — заместитель акима Глубоковского района ВКО.
- С 2008 по 2009 годы — начальник управления предпринимательства и промышленности ВКО.
- С июля 2009 по ноябрь 2009 года — аким г. Риддер ВКО.
- С 2009 по 2010 годы — заместитель акима Восточно-Казахстанской области.
- С 2010 по 2015 годы — аким Зыряновского района.
- С июня 2015 года — аким города Семей.